# HMAS Southern Cross
HMAS Southern Cross – australijski okręt pomocniczy z okresu II wojny światowej służący w Royal Australian Navy (RAN) od 18 czerwca 1941 do 22 listopada 1945.

## Historia
Statek motorowy „Southern Cross” (Krzyż Południa) został zbudowany w 1933 w stoczni Cammell Lair and Company w Birkeanhead na zamówienie Melanesian Mission (anglikańskiej organizacji misyjnej działającej w Melanezji). Był to siódmy statek noszący imię „Southern Cross” zbudowany dla tej organizacji. Statek mierzył 120 stóp (36,5 m) długości, 28 stóp i 5 cali szerokości (8,66 m), jego zanurzenie wynosiło 10 stóp i 4 cale (3,15 m). Jego pojemność brutto wynosiła 298 ton, a net tonnage - 160. Napęd stanowił czterocylindrowy silnik wysokoprężny Gardner o mocy 140 NHP. Prędkość maksymalna wynosiła 9 węzłów, a ekonomiczna 7,5 węzła. Koszt konstrukcji statku wyniósł około 20 tysięcy funtów.
Statek wodowano 1 września 1933, jego matką chrzestną była Lady Stanley, statek został poświęcony przez biskupa Liverpoolu (byłego biskupa Melanezji). Statek wyruszył w pierwszą podróż 16 września 1933 pod dowództwem kapitana Reginalda Braya udając się na Wyspy Salomona, do Tulagi przybył 9 grudnia. 
Po wybuchu II wojny światowej „Krzyż Południa” został zarekwirowany przez RAN 3 marca 1941 i przystosowany do roli okrętu pomocniczego. Został uzbrojony w dwa karabiny maszynowe Vickers (7,7 mm) i pojedynczy karabin maszynowy Browning (7,62 mm). HMAS „Southern Cross” (FY17) wszedł do służby 18 lipca 1941, jego pierwszym dowódcą był lieutenant commander Charles F. Symonds.
29 lipca okręt opuścił Sydney udając się w drogę do Darwin, gdzie przybył 4 sierpnia przejmując rolę examination vessel (okręt dozoru portu) od HMAS „Adele”.  Okręt był w Darwin w czasie japońskiego ataku 19 lutego 1942 i szczęśliwie uniknął uszkodzenia, nie zginął także nikt z jego załogi. Po zakończeniu ataku „Southern Cross” wraz z innymi znajdującymi się w zatoce okrętami (takimi jak stawiacze sieci HMAS „Kara Kara”, „Kangaroo”, „Karangi”, „Kiara”, „Kookaburra” „Koolama” i „Koolinda”) ruszyły na pomoc uszkodzonym i tonącym statkom i okrętom. „Southern Cross” uratował 12 marynarzy amerykańskiego niszczyciela USS „Peary” zatopionego w ataku.
Przez pozostałe lata wojny, 1942–1945, „Southern Cross” służył w wielu rolach jako okręt pomocniczy, był używany między innymi jako okręt zaopatrzeniowy, patrolowy, hydrograficzny i transportowiec.
W lipcu 1942 wraz z korwetą HMAS „Warrnambool” i keczem HMAS „Chinampa” okręt wziął udział w operacji Plover.
Po zakończeniu wojny okręt opuścił Darwin 8 października 1945 i przybył do Sydney 22 listopada gdzie został wycofany do rezerwy, 28 lutego 1946 został zwrócony poprzedniemu właścicielowi. „Southern Cross” kontynuował pracę misyjną do 1954. 24 sierpnia 1954 przybył do Sydney kończąc pracę dla Melanesian Mission i został sprzedany, jego miejsce zajął „Southern Cross VIII”.